# Marcelo dos Reis Soares
Marcelo dos Reis Soares, noto semplicemente come Marcelo (Manaus, 11 gennaio 1974), è un ex giocatore di calcio a 5 brasiliano naturalizzato spagnolo.

## Carriera

### Club
A livello di club Marcelo ha conquistato sei campionati statali in Brasile mentre in Spagna, pur avendo disputato molte stagioni in squadre di primo piano come l'Fútbol Sala García, il Polaris World Cartagena e l'Azkar Lugo FS, non ha vinto nulla. Capocannoniere della División de Honor 1998-1999, è stato inoltre eletto miglior pivot della stagione.

### Nazionale
Con la nazionale brasiliana ha vinto la Taça América 1995. Dopo un decennio di militanza nel campionato spagnolo, Marcelo ha ricevuto la cittadinanza spagnola imponendosi immediatamente come uno dei punti di forza delle furie rosse. Con la Spagna ha disputato 58 partite e realizzato 42 reti, conquistando il titolo di campione del mondo al FIFA Futsal World Championship 2004 in Guatemala, e due volte il titolo di campione d'Europa nel 2005 in Repubblica Ceca e nel 2007 in Portogallo.

## Palmarès
- Campionato mondiale: 1
Taipei Cinese 2004